# 新疆梨
新疆梨（学名：Pyrus × sinkiangensis），为蔷薇科梨属下的一个自然杂交种。种加名 sinkiangensis 意为“新疆的”。此物为杂交种，祖源按形态认为有西洋梨、鸭梨，按RAPD分析还发现有杏叶梨成分。作为库尔勒香梨，本品为当地特产。